# Volary
Volary è una città della Repubblica Ceca facente parte del distretto di Prachatice, in Boemia Meridionale.